# Veľká Lodina
Velká Lodina (maďarsky Nagyladna) je obec na Slovensku v okrese Košice-okolí. 

## Místopis
Nadmořská výška ve středu obce činí 258 m n. m. Obec leží na severozápadě Slovenského rudohoří, v celku Černá hora, v údolí řeky Hornád, přibližně 25 km severozápadně od Košic. 

## Historie
Nejstarší písemná zmínka o obci pochází z roku 1423, kdy ji král Zikmund daroval šlechticům z Pavloviec. Obec založili voraři a dřevorubci, kteří splavovali dřevo po řece Hornád až do Košic. Obec vznikla již v první polovině 14. století a až do roku 1423 byla královským majetkem panství Sokoľ. V letech 1423 až 1429 ji vlastnili šlechtici z Pavloviec, později se stalo vlastníkem obce město Košice. 

## Název
V písemnostech z 15.–16. století se vyskytuje pod názvem Ladna, Alsowladna, Naghladna – maďarizované tvary původních slovenských názvů Lodina, Nižná Lodina a Veľká Lodina. Základ názvu Lodina je nepochybně odvozen od slova loď. 

## Kultura a zajímavosti

### Památky
- Římskokatolický farní kostel Všech svatých, jednolodní, původně barokní stavba se segmentově ukončeným presbytářem a věží tvořící součást stavby z roku 1667. Úpravami prošel v letech 1740 a 1893, kdy získal neoklasicistní fasádu po požáru v šedesátých letech 19. století. V roce 1925 byl kostel restaurován. Interiér je zaklenut segmentovými a valenými klenbami. Zařízení je neobarokní a neoklasicistní ze začátku 20. století. Hlavnímu oltáři dominuje obraz s tematikou všech svatých, na bocích oltáře se nacházejí sochy sv. Petra a sv. Pavla, uprostřed oltáře je neobarokní tabernákulum. Ve svatyni se nacházejí i dva boční oltáře: oltář Božského srdce Ježíšova a oltář Panny Marie. Na stropě ve svatyni je nástěnná malba s motivem nanebevzetí Pána. V kostele se nachází barokní dřevěná křtitelnice. Varhany jsou jednomanuálové, vyrobeny byly firmou Rieger, typ Opus 2502, z 20. století. Lavice jsou z roku 1970. Na stěně vedle ambonu se nachází barokní obraz zobrazující tajemství růžence. Jednotlivá zastavení křížové cesty po stranách lodě jsou barvotiskové reprodukce. Zachovaly se zde dvě polychromované barokní sochy Růžencové Panny Marie a sv. Jana Nepomuckého.[3] Fasáda kostela je hladká, věž je členěna lizénami a ukončena střechou ve tvaru jehlanu. Ve zvonici se nacházejí 3 zvony - jeden z roku 1906 a dva z roku 1922 od zvonaře Alojze Kurbela.

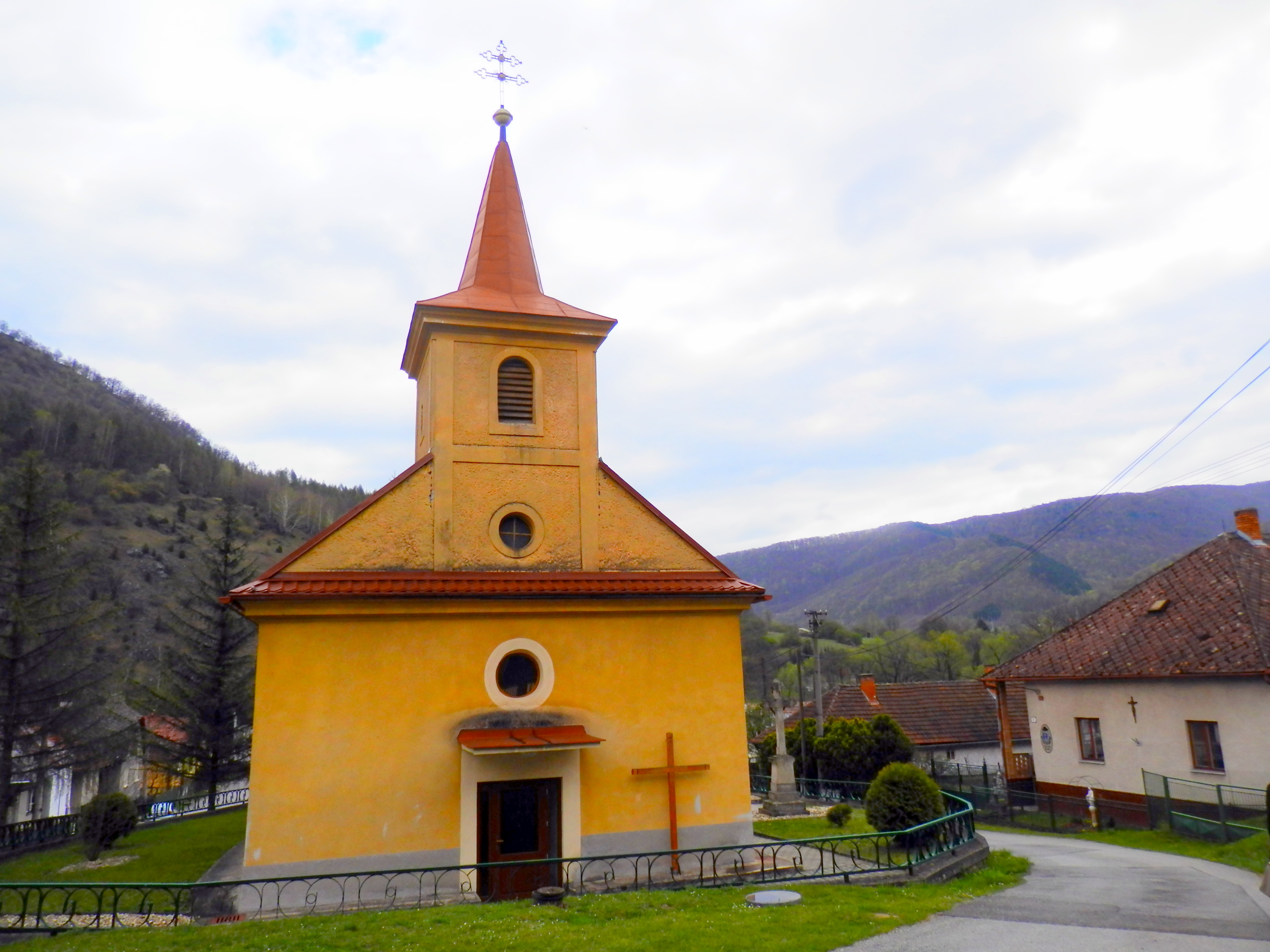
Kostel Všech svatých
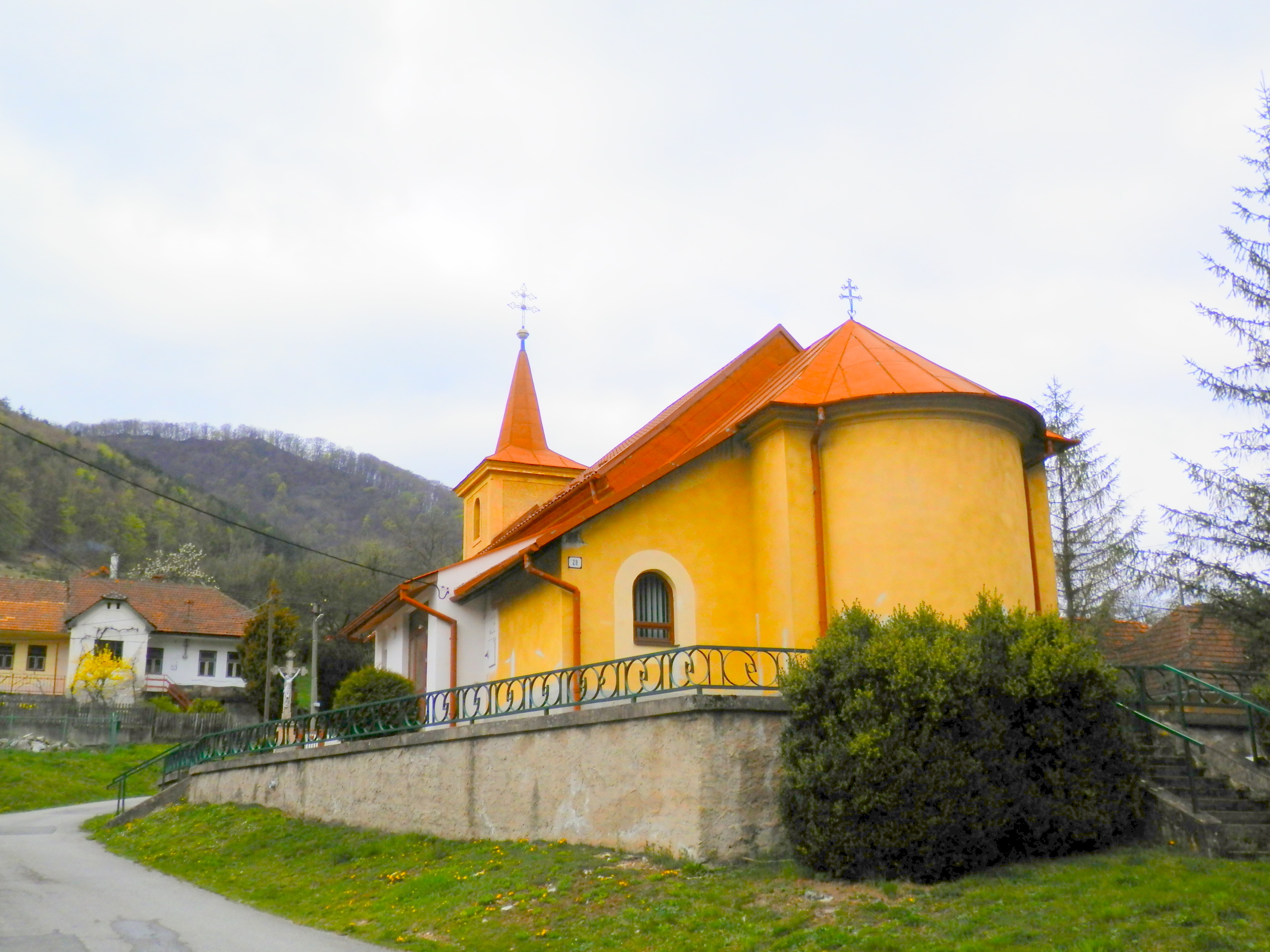
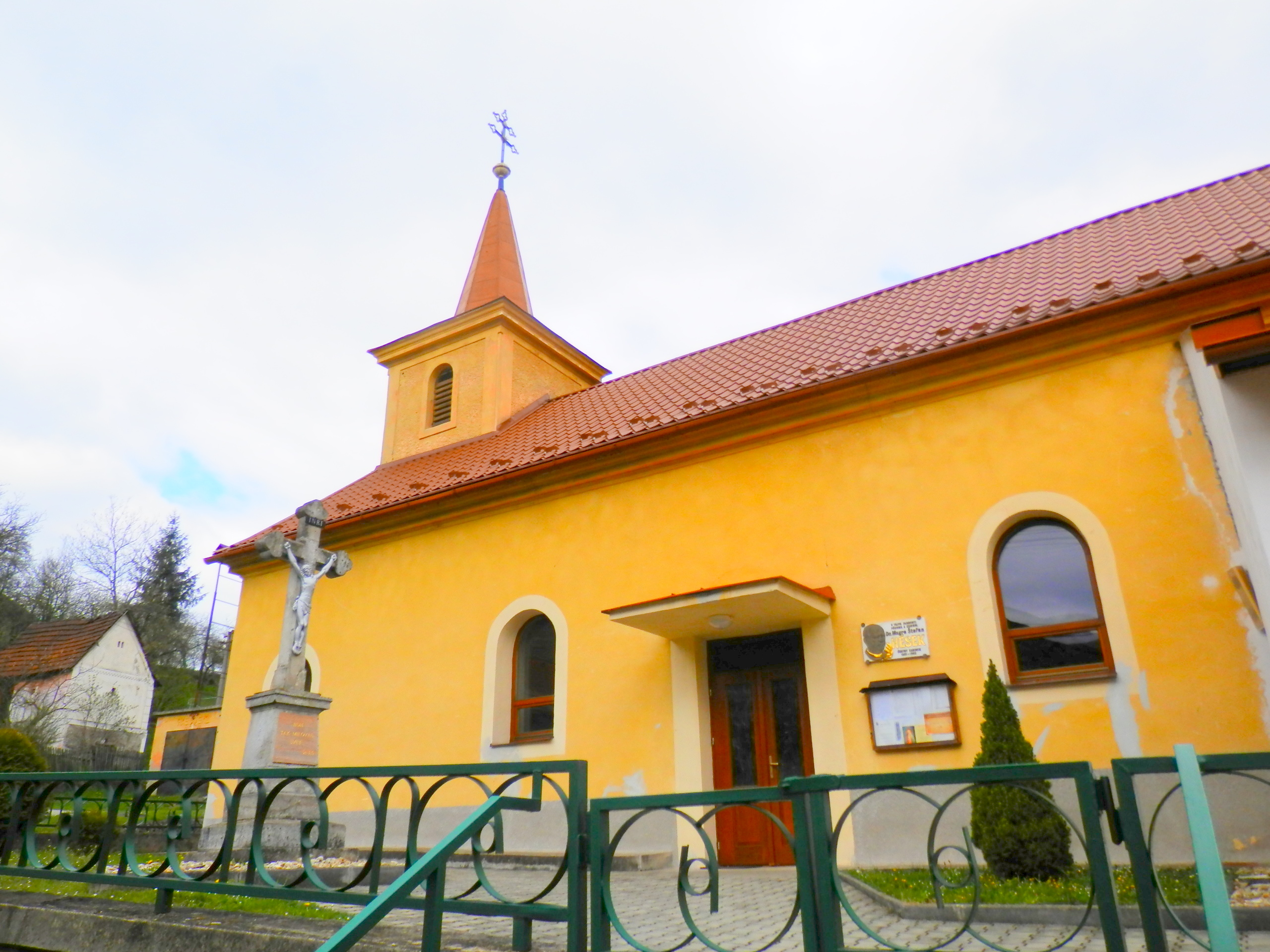
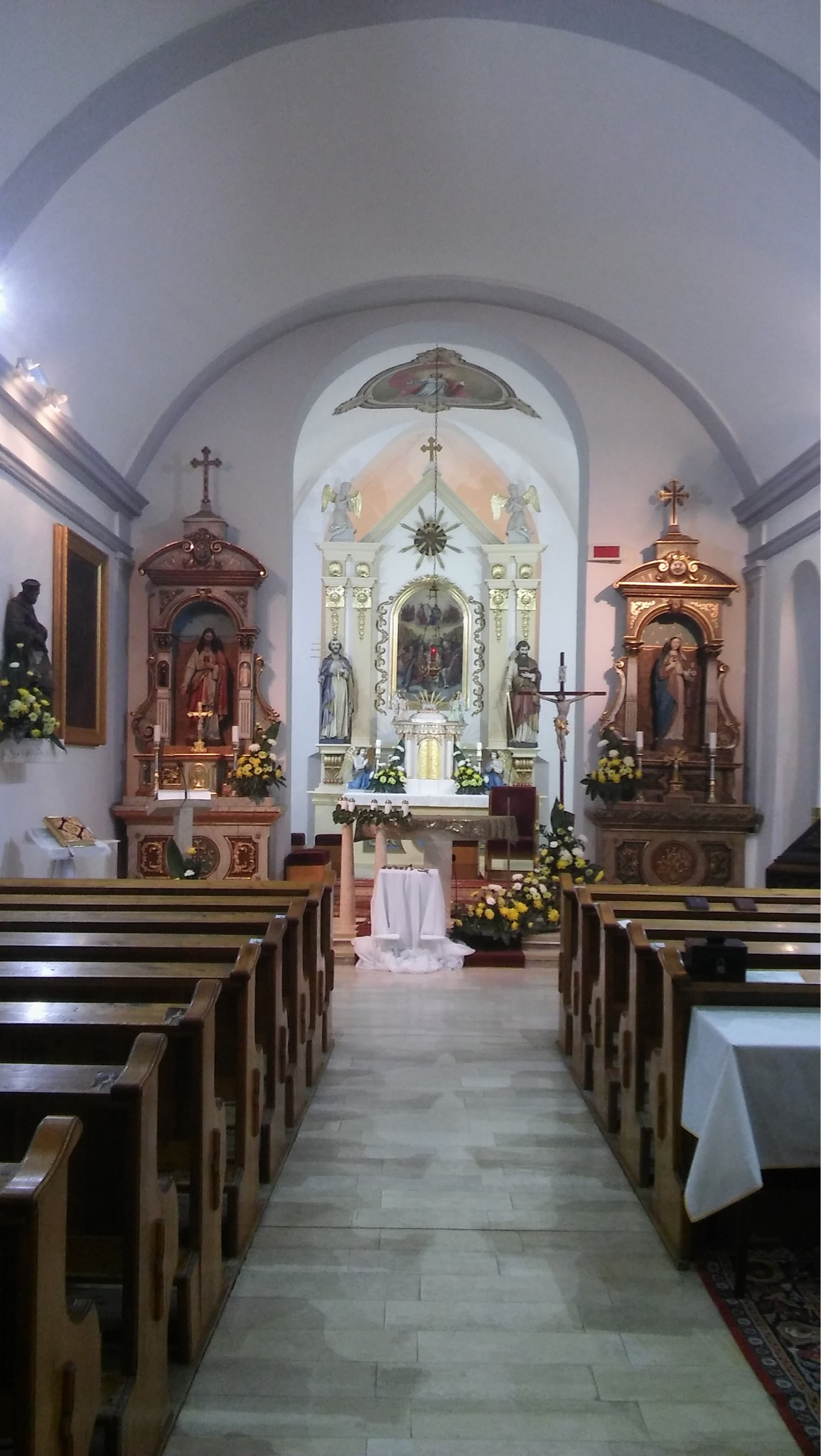
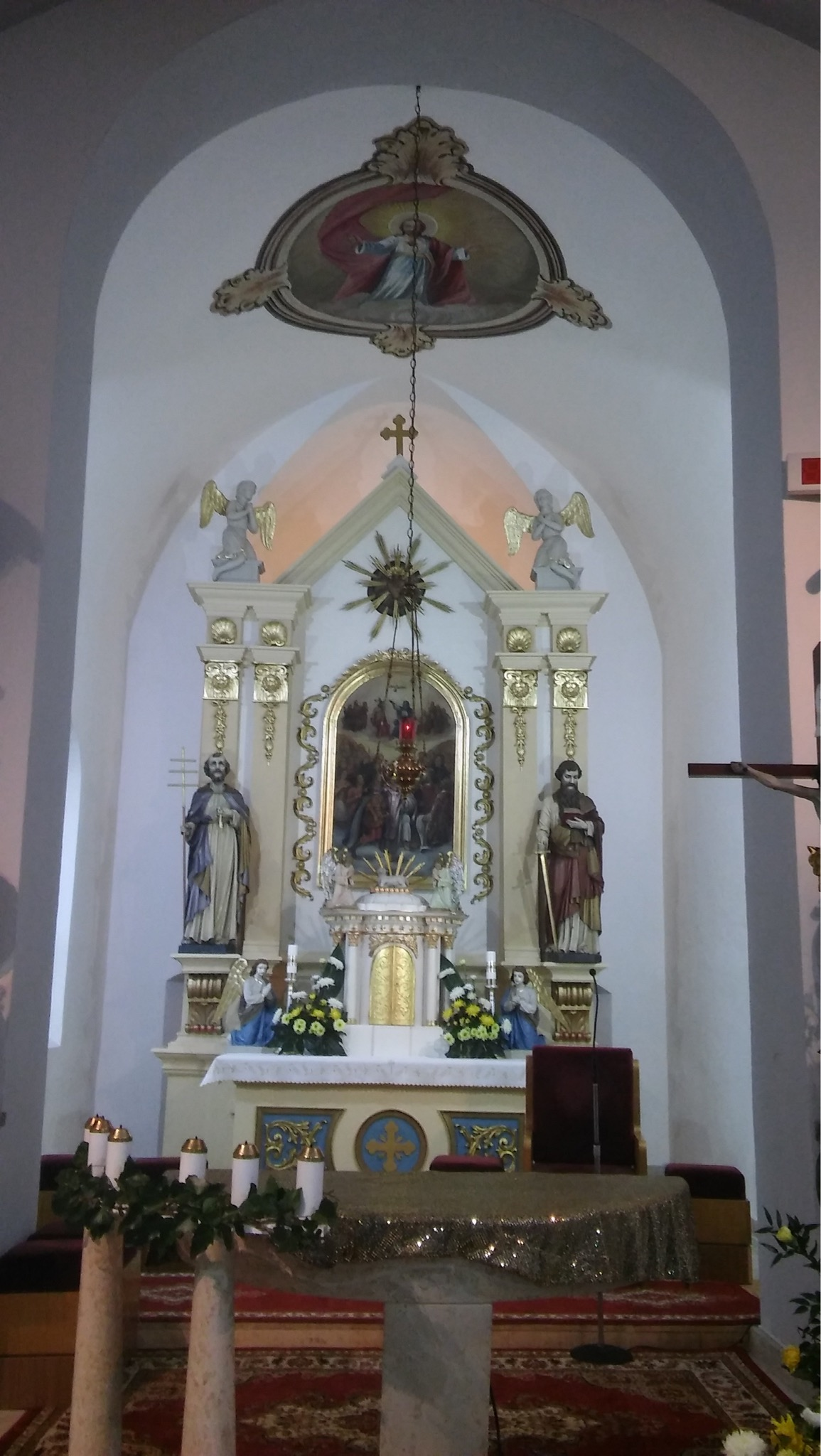
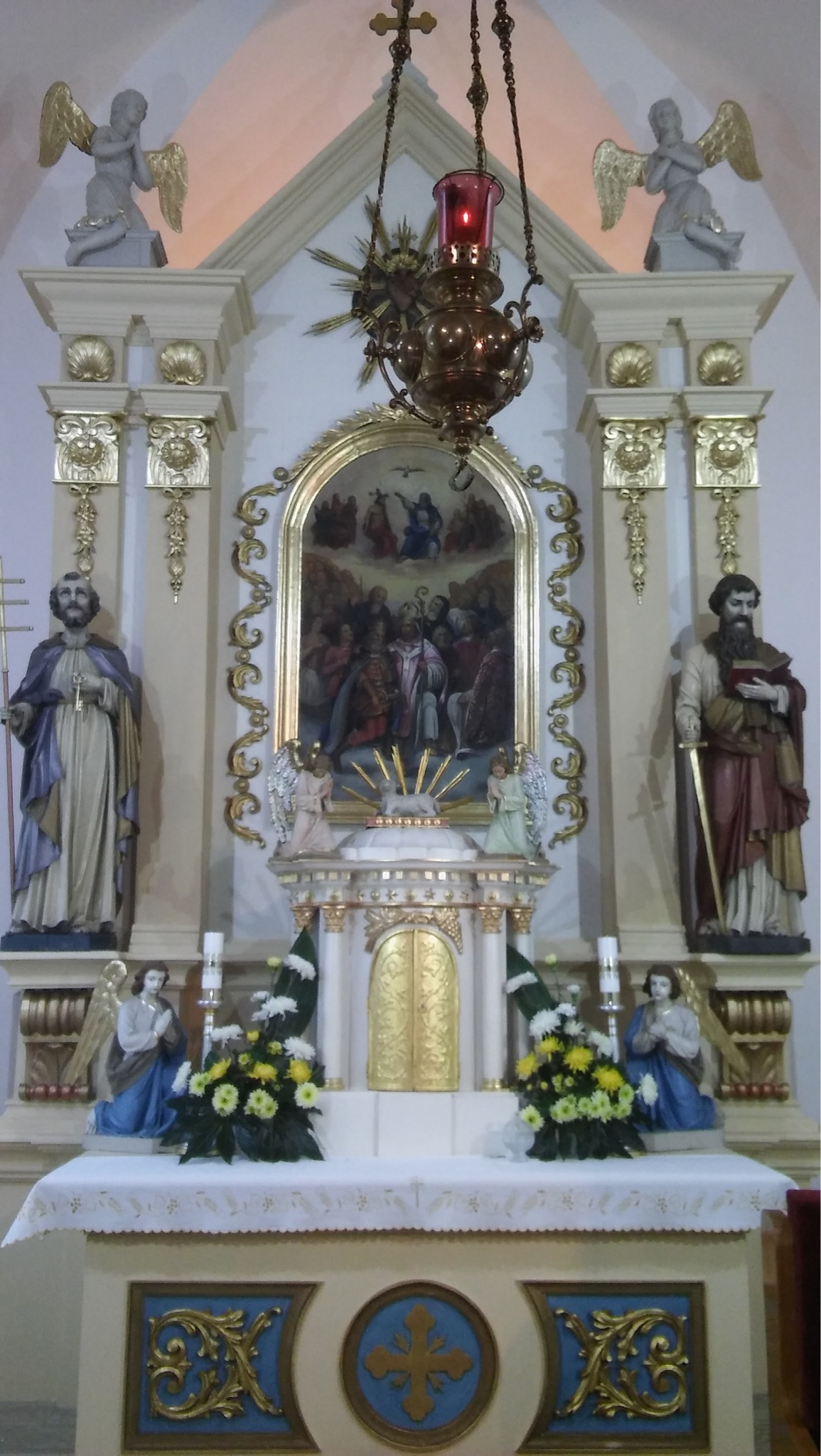
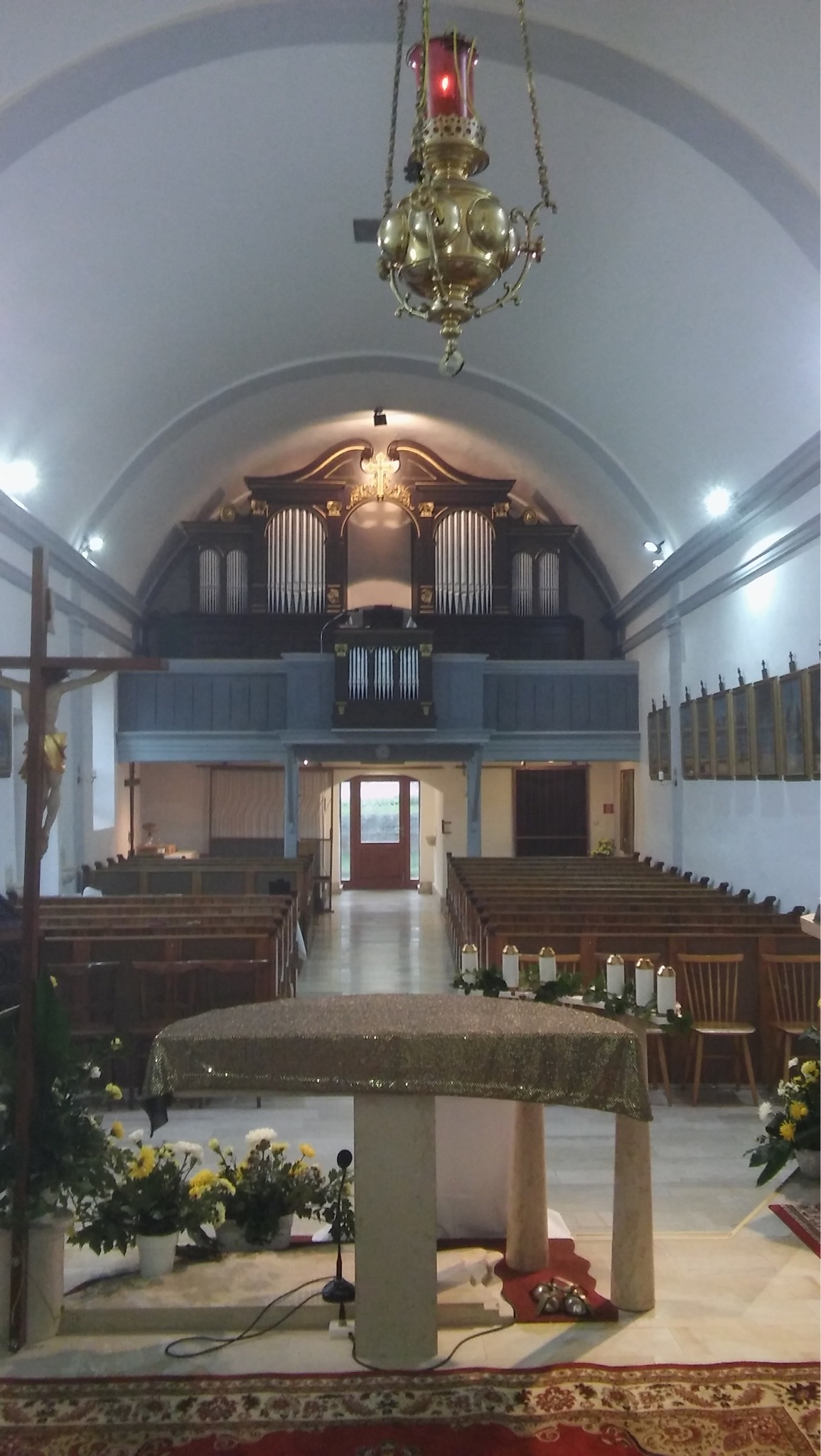